# Prefettura autonoma dai e jingpo di Dehong
La prefettura autonoma dai e jingpo di Dehong (in cinese: 德宏傣族景颇族自治州, pinyin: Déhóng Dǎizú Jǐngpōzú zìzhìzhōu) è una prefettura autonoma della provincia dello Yunnan, in Cina.

## Suddivisioni amministrative
- Mangshi
- Ruili
- Contea di Lianghe
- Contea di Yingjiang
- Contea di Longchuan